# Sadská
Sadská è una città della Repubblica Ceca facente parte del distretto di Nymburk, in Boemia Centrale.